# Episodi di Spider-Man - L'Uomo Ragno (quinta stagione)
La quinta stagione di Spider-Man - L'Uomo Ragno è andata in onda negli Stati Uniti dal 1997 al 1998 ed è composta da 13 episodi, di cui il settimo e l'ottavo sono inediti in Italia.
Diversamente dalle tre stagioni precedenti, questa non ha un titolo unico, ma è divisa in più archi narrativi differenti.
L'arco narrativo Secret Wars è basato sul fumetto Guerre segrete e può essere visto come un intreccio narrativo con le serie animate Insuperabili X-Men, Iron Man e I Fantastici Quattro, la prima delle quali è ufficialmente ambientata nello stesso universo di Spider-Man - L'Uomo Ragno.
| Nº st. | Nº tot. | Titolo                            | Titolo originale                                         | Prima TV Stati Uniti |
| ------ | ------- | --------------------------------- | -------------------------------------------------------- | -------------------- |
| 1      | 53      | Le nozze                          | The Wedding                                              | 12 settembre 1997    |
| 2      | 54      | I sei guerrieri dimenticati       | Six Forgotten Warriors - Chapter One                     | 19 settembre 1997    |
| 3      | 55      | L'eredità del Teschio Rosso       | Six Forgotten Warriors, Chapter II - Unclaimed Legacy    | 26 settembre 1997    |
| 4      | 56      | La storia dei sei guerrieri       | Six Forgotten Warriors, Chapter III - Secrets of the Six | 3 ottobre 1997       |
| 5      | 57      | I sei guerrieri combattono ancora | Six Forgotten Warriors, Chapter IV - The Six Fight Again | 10 ottobre 1997      |
| 6      | 58      | Il prezzo dell'eroismo            | Six Forgotten Warriors, Chapter V: The Price of Heroism  | 17 ottobre 1997      |
| 7      | 59      | -                                 | The Return of Hydro-Man - Part One                       | 24 ottobre 1997      |
| 8      | 60      | -                                 | The Return of Hydro-Man - Part Two                       | 31 ottobre 1997      |
| 9      | 61      | L'arrivo                          | Secret Wars, Chapter I: Arrival                          | 7 novembre 1997      |
| 10     | 62      | La battaglia di Teschio Rosso     | Secret Wars, Chapter II: Gauntlet of the Red Skull       | 14 novembre 1997     |
| 11     | 63      | Il Dottor Doom                    | Secret Wars, Chapter III: Doom                           | 21 novembre 1997     |
| 12     | 64      | Il clone                          | Spider Wars, Chapter I: I Really, Really Hate Clones     | 31 gennaio 1998      |
| 13     | 65      | Addio Uomo Ragno                  | Spider Wars, Chapter II: Farewell, Spider-Man            | 31 gennaio 1998      |

## Le nozze
- Titolo originale: The Wedding
- Prima TV Stati Uniti: 12 settembre 1997

Harry Osborn, ricoverato in un ospedale psichiatrico, scopre delle imminenti nozze tra Peter Parker e Mary Jane Watson e, geloso della relazione tra i due e spronato dalle continue visioni di suo padre (che in realtà riesce a comunicare con lui nonostante sia intrappolato nei portali interdimensionali), evade. Tornando a vestire i panni di Goblin, si allea con Alistair Smythe, che gli dà numerosi robot da scagliare in attacco. Goblin decide così di utilizzarli per attaccare Peter e Mary Jane proprio durante il loro matrimonio. Peter riesce tuttavia a travestirsi nell'Uomo Ragno e, con l'aiuto della Gatta Nera, riesce a sconfiggere i robot mentre Liz, un'amica di Harry, riesce a convincere quest'ultimo a smettere di attaccare, lasciandogli capire che al mondo ci sono persone che lo amano.
Basato su: The Amazing Spider-Man Annual serie 1 n. 21 (in Italia Speciale L'Uomo Ragno n. 2)

## I sei guerrieri dimenticati
- Titolo originale: Six Forgotten Warriors - Chapter One
- Prima TV Stati Uniti: 19 settembre 1997

Peter scopre da zia May e da Keen Marlow, un vecchio amico dello zio Ben, che i suoi genitori Richard e Mary Parker erano due agenti segreti che, avevano tradito la loro patria essendo in realtà alleati dei sovietici. Peter decide di andare in Russia con Robbie per trovare risposte.
Basato su: The Amazing Spider-Man Annual serie 1 n. 5 (L'Uomo Ragno serie 1 n. 68)

## L'eredità del Teschio Rosso
- Titolo originale: Six Forgotten Warriors, Chapter II - Unclaimed Legacy
- Prima TV Stati Uniti: 26 settembre 1997

Peter e Robbie, di servizio per il Bugle, vanno da Illyena, la figlia di Wolfgang Groitzig, uno scienziato sparito misteriosamente. Illyena, che ha conosciuto i genitori di Peter, gli rivela che i suddetti hanno solo finto di aver tradito gli Stati Uniti e gli vuole consegnare una scatola che le era stata data da loro due, ma la suddetta viene rubata dal Camaleonte. Peter, nei panni dell'Uomo Ragno, lo segue e scopre che i Perfidi Sei (con l'Avvoltoio al posto del defunto Mysterio) sono anch'essi in Russia sotto il comando di Kingpin. Lo scopo di quest'ultimo è di impossessarsi della cosiddetta "Arma del Giudizio", commissionata dal criminale Teschio Rosso e realizzata da Groitzig. I Perfidi Sei, Kingpin e l'Uomo Ragno vengono tuttavia rapiti da Kragov, il figlio di Teschio Rosso, deciso a conquistare il pianeta. Il gruppo riesce tuttavia a liberarsi, e successivamente Peter e Robbie tornano a New York.

## La storia dei sei guerrieri
- Titolo originale: Six Forgotten Warriors, Chapter III - Secrets of the Six
- Prima TV Stati Uniti: 3 ottobre 1997

Robbie porta Peter dal suo amico Omar Mosely, che gli spiega che, durante la seconda guerra mondiale, il soldato Steve Rogers è stato fatto entrare in contatto col siero del supersoldato, che l'ha trasformato nel potente Capitan America. Dato che però la formula del siero venne perduta, si è tentato di ricrearla è darla ad altre cinque persone, avendo però degli effetti non del tutto permanenti, ma che continuano ad andare e venire. I cinque e Capitan America formarono così il gruppo dei Sei Guerrieri Americani. Un giorno, tuttavia, il gruppo si è scontrato con Teschio Rosso in un laboratorio, dove il criminale e Capitan America sono finiti in un vortice d'energia che li ha fatti sparire. Da allora i rimanenti cinque membri del gruppo hanno custodito le sei chiavi del laboratorio. Kingpin riesce tuttavia a procurarsi alcune delle suddette chiavi.

## I sei guerrieri combattono ancora
- Titolo originale: Six Forgotten Warriors, Chapter IV - The Six Fight Again
- Prima TV Stati Uniti: 10 ottobre 1997

Dopo aver recuperato tutte le chiavi, Kingpin e i Perfidi Sei decidono di entrare nel laboratorio, venendo però seguiti dall'Uomo Ragno e dagli ormai anziani rimanenti cinque membri dei Sei Guerrieri Americani (di cui fanno parte anche Keen Marlow e Omar Mosely). Kingpin e i Perfidi Sei vengono però traditi dal Camaleonte, che lavorava segretamente per Kragov. Quest'ultimo riesce così a liberare Teschio Rosso grazie all'aiuto forzato di Groitzig, che però libera anche Capitan America. I prigionieri vengono così liberati e, mentre il Camaleonte viene preso da Kingpin, Teschio Rosso e Kragov riescono a scappare.

## Il prezzo dell'eroismo
- Titolo originale: Six Forgotten Warriors, Chapter V: The Price of Heroism
- Prima TV Stati Uniti: 17 ottobre 1997

Grazie all'Arma del Giudizio, Teschio Rosso riesce a trasformare suo figlio in Electro, un uomo dotato dell'immenso potere di comandare l'elettricità. Resosi conto della propria potenza, Electro decide di tradire il padre e utilizzare i suoi poteri per governare il mondo lui stesso. La situazione è disperata, ma l'Uomo Ragno riesce a fermare Electro facendolo entrare nel vortice d'energia, nel quale in precedenza erano entrati nuovamente Capitan America e Teschio Rosso. L'Uomo Ragno e i cinque guerrieri americani fanno poi esplodere l'edificio all'interno del quale si trovava il laboratorio.

## The Return of Hydro-Man - Part One
- Prima TV Stati Uniti: 24 ottobre 1997
- Prima TV Italia: inedito

Peter e Mary Jane vengono attaccati nuovamente da Hydro-Man, che riesce a rapire la seconda. Peter è disperato ma, dopo diverso tempo, riesce a trovare sua moglie in una stazione petrolifera. Hydro-Man tuttavia la rapisce di nuovo, ma la stessa Mary Jane riesce a mandarlo via dimostrando di avere i suoi stessi superpoteri. Come ciò sia possibile non riesce a spiegarselo nemmeno lei stessa.

## The Return of Hydro-Man - Part Two
- Prima TV Stati Uniti: 31 ottobre 1997
- Prima TV Italia: inedito

Hydro-Man ritorna e rapisce nuovamente Mary Jane, e l'Uomo Ragno riesce a ritrovarla, insieme a Hydro-Man, in un laboratorio sotto la Oscorp. Qui il supereroe incontra lo scienziato Miles Warren, che gli rivela una scioccante verità: la Mary Jane e lo Hydro-Man che ha davanti non sono quelli originali, ma sono invece dei cloni da lui creati e che i superpoteri della donna derivano dal fatto che, nel crearla, gli fosse stato inserito parte del DNA di Hydro-Man. Ciò significa che la donna che l'Uomo Ragno ha sposato non era la vera Mary Jane, che si trova invece ancora perduta tra i portali interdimensionali. Successivamente Warren scappa, lasciando che i due cloni evaporino.

## L'arrivo
- Titolo originale: Secret Wars, Chapter I: Arrival
- Prima TV Stati Uniti: 7 novembre 1997

L'Uomo Ragno si ritrova involontariamente al cospetto dell'Arcano, un potentissimo essere astrale che ha a lungo studiato gli esseri umani, e che è ora curioso di capire cosa sia più forte tra il bene e il male. Ha quindi inserito in un pianeta popolato da alieni del tutto pacifici alcuni nemici dell'Uomo Ragno (il Dottor Octopus, Alistair Smythe, Lizard e Teschio Rosso) e il malvagio Dottor Destino e ha fatto poi passare velocemente un anno in tal pianeta, così da vederne i risultati. Il corpo celeste si trova ora in rovina, e perciò l'Arcano vi manda l'Uomo Ragno così che, richiamando delle persone a sua scelta, si faccia aiutare a salvare il pianeta. L'eroe decide quindi di chiamare i Fantastici Quattro, Iron Man, Capitan America e Tempesta. Il gruppo di supereroi si trova così ad affrontare Lizard, che grazie a loro torna a essere il dottor Connors, pur rimanendo con l'aspetto di un'enorme lucertola.

## La battaglia di Teschio Rosso
- Titolo originale: Secret Wars, Chapter II: Gauntlet of the Red Skull
- Prima TV Stati Uniti: 14 novembre 1997

Connors e Iron Man riescono a teletrasportare sul pianeta la Gatta Nera. Mentre i Fantastici Quattro si occupano del Dottor Destino, il resto del gruppo dei buoni si prepara ad attaccare Teschio Rosso (che nel frattempo si è alleato col Dottor Octopus e con Smythe) assieme ad alcuni alieni autoctoni. Alla fine il gruppo riesce a sconfiggere Octopus e Teschio Rosso facendosi aiutare da Smythe, il cui unico desiderio è poter tornare sulla Terra per salvare suo padre.

## Il Dottor Doom
- Titolo originale: Secret Wars, Chapter III: Doom
- Prima TV Stati Uniti: 21 novembre 1997

Il gruppo di supereroi raggiunge i Fantastici Quattro, ma uno di loro, la Cosa, viene rapito dal Dottor Destino. Il gruppo riesce poi a raggiungerlo, scoprendo che il rivale non gli ha fatto nulla di male, ma lo ha invece aiutato ad avere un aspetto umano, dopo che in passato era stato trasformato in un mostro. La Cosa ora si fida del Dottor Destino, e gli rivela come si sono teletrasportati dalla Terra al pianeta alieno. Destino utilizza tuttavia il teletrasportatore per assorbire l'Arcano, così da acquisire i suoi poteri, che tuttavia dopo un po' diventano incontrollabili. La Cosa riesce poi a liberare l'Arcano, che dichiara i buoni vincitori. Quest'ultimo riporta quindi tutti sulla Terra togliendo loro la memoria (e facendo così tornare la Cosa un mostro), ad eccezione dell'Uomo Ragno: dopo aver visto le sue abilità come capo vuole infatti affidargli una missione molto importante.

## Il clone
- Titolo originale: Spider Wars, Chapter I: I Really, Really Hate Clones
- Prima TV Stati Uniti: 31 gennaio 1998

L'Arcano porta l'Uomo Ragno in una dimensione parallela, dove New York è stata distrutta. Qui Madame Web, l'aiutante dell'Arcano, gli presenta alcuni suoi corrispettivi provenienti da universi paralleli, tra cui il Ragno Rosso, che proviene proprio da quella dimensione. Il suddetto spiega di essere, almeno in apparenza, un clone del vero Uomo Ragno (anche se il dottor Connors ha sospettato che potesse in realtà essere lui l'originale e l'altro il clone), e che perciò ha cambiato aspetto fisico e nome, chiamandosi Ben  Reilly. L'altro Uomo Ragno ha tuttavia sviluppato dell'odio nei suoi confronti, finendo per unirsi al simbionte di Carnage, divenendo malvagio e distruttivo, e alleandosi poi con Kingpin, Smythe, Hobgoblin e Goblin. Il gruppo di Uomini Ragni attacca così i nemici, ma uno di loro, che ha ancora problemi con la mutazione genetica, si trasforma nel Ragno Uomo.

## Addio Uomo Ragno
- Titolo originale: Spider Wars, Chapter II: Farewell, Spider-Man
- Prima TV Stati Uniti: 31 gennaio 1998

Il Ragno Carnage è intenzionato a far esplodere una bomba che distruggerà l'intero pianeta, ma gli Uomini Ragni riescono a fermarlo. Il nemico entra però in una dimensione parallela, venendo seguito dall'Uomo Ragno. In questo universo Peter Parker è un miliardario amato da tutti, ma Kingpin è ugualmente malvagio e si allea col Ragno Carnage. L'Uomo Ragno gli fa però incontrare Ben Parker, il suo zio che nelle altre dimensioni è morto da tempo, ma che in quella è ancora vivo. Così facendo riesce a far uscire al Ragno Carnage il suo lato umano e quest'ultimo, in un atto di disperazione, entra in un portale dimensionale, così da non creare ulteriori danni. Successivamente l'Uomo Ragno si prepara a tornare nella propria dimensione assieme a Madame Web, che gli promette di fargli incontrare di nuovo Mary Jane, ma prima il supereroe si reca in una dimensione parallela dove è il personaggio di una serie televisiva e lì incontra il suo creatore, Stan Lee.